# Bergwinkelmuseum

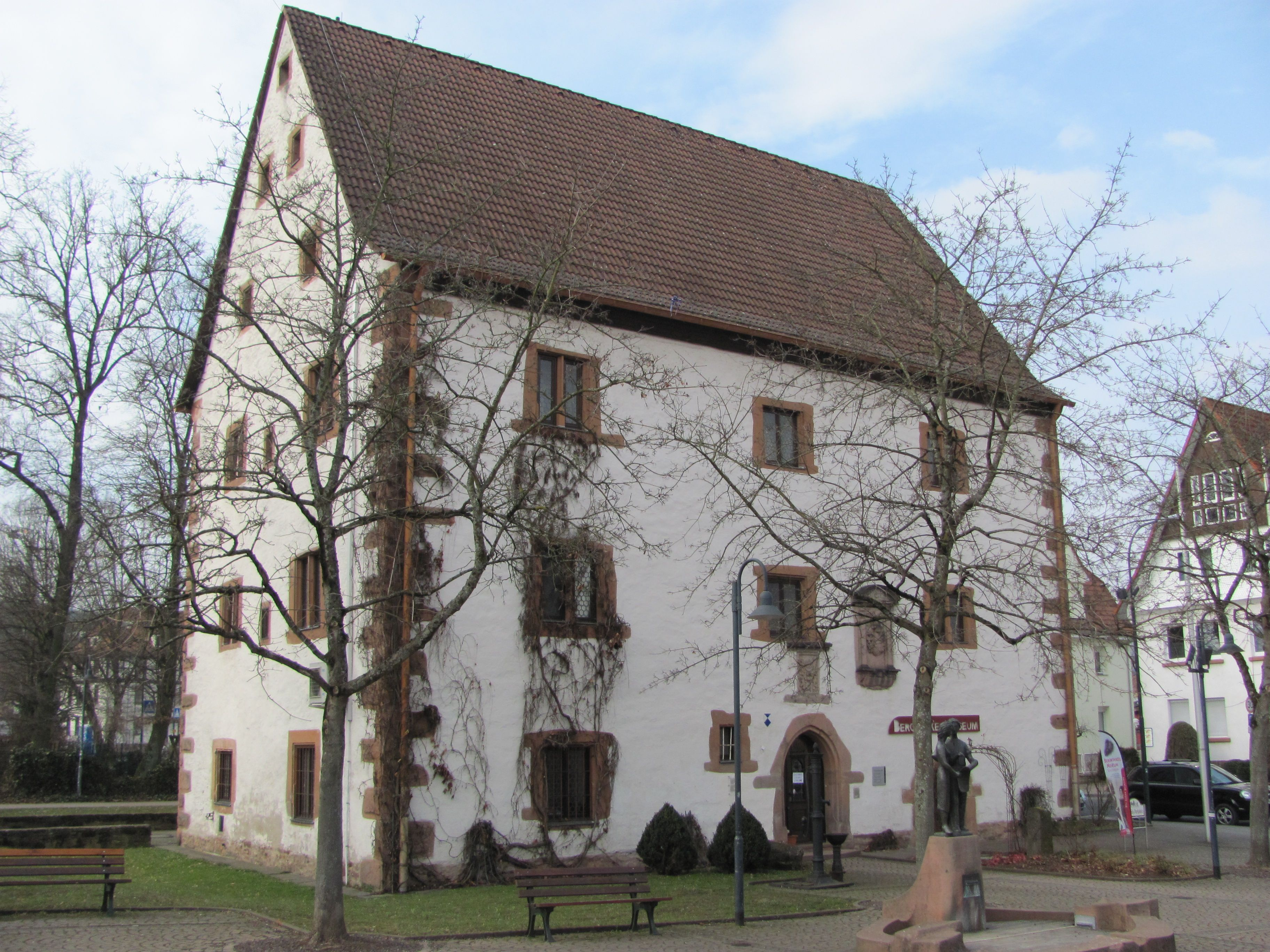
Lauterschlösschen von Südwesten

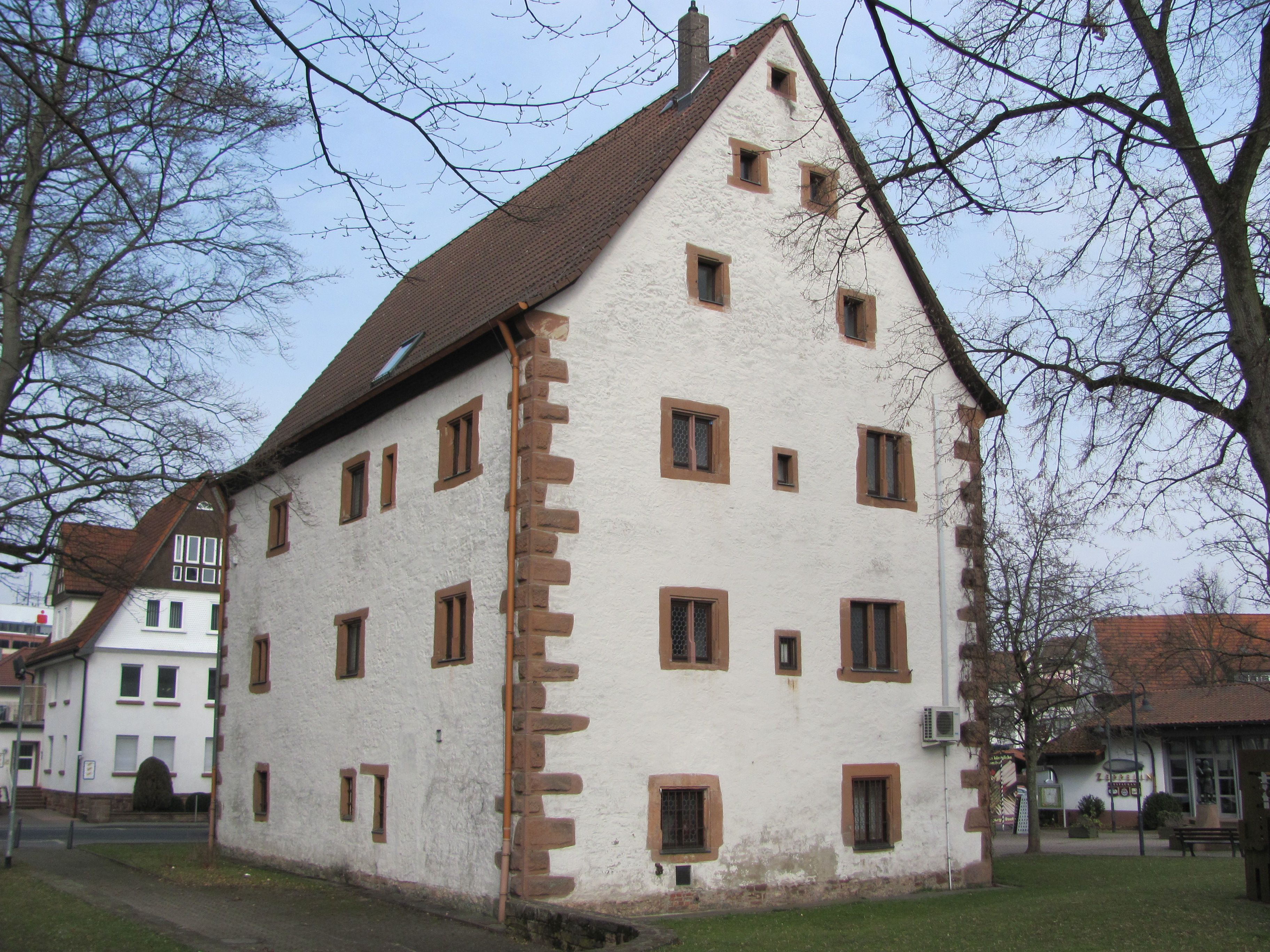
Lauterschlösschen von Südosten

Das Bergwinkelmuseum  ist das Stadtmuseum von Schlüchtern.

## Ort
Das Museum ist im Lauterschlösschen, einem dreigeschossigen, spätgotischen Herrenhaus untergebracht. Es wurde 1440 errichtet und 1675 erneuert.

## Ausstellung
Das Museum wurde 1948 hier eingerichtet und seine Ausstellung 2007 neu gestaltet. Es präsentiert Stadtgeschichte von Schlüchtern in Schwerpunkten. Ziel des Konzepts war es nicht, ein alles präsentierendes Heimatmuseum einzurichten, sondern Schwerpunkte zu setzen. Vieles wird anhand von Biografien gezeigt. Schwerpunkte sind:
- Eine Filminstallation zu dem 1488 auf in der Nähe von Schlüchtern auf der Burg Steckelberg geborenen Ritter, Humanisten, Politiker und Dichter Ulrich von Hutten. In dieser Zeitscheibe zum 16. Jahrhundert wird auch das Kloster Schlüchtern und dessen berühmtester Abt, der 1528 im heutigen schlüchterner Stadtteil Niederzell geborene Petrus Lotichius Secundus (Peter Lotz), vorgestellt.

- Gezeigt werden weiter: persönliche Gegenstände der Familie Grimm und grafische Werke von Ludwig Emil Grimm. Die Eltern der Brüder Grimm, Dorothea Zimmer und Philipp Wilhelm Grimm, wohnten im benachbarten Steinau an der Straße. Mit dem damaligen Eigentümer des Lauterschlösschens, dem Salzverwalter Wilhelm Stickel, waren sie eng befreundet.

- Die Geschichte Schlüchterns im 20. Jahrhundert illustrieren zahlreiche Lebensläufe einzelner Personen. Hier wird u. a. auf die 1898 erbaute Synagoge Schlüchtern sowie die Seifenfabrikanten Fritz Wolf und Max Wolf eingegangen, Gründer der „Dreiturm“-Seifenfabrik, und deren Enteignung in der Zeit des Nationalsozialismus. Ein Film über den Habertshof (1922–1933) bei Elm dokumentiert die Geschichte der Neuwerk-Bewegung, einer religiös-sozialistischen Bewegung nach dem Ersten Weltkrieg.

- In einer Sektion über „Schlüchterner Liebesgeschichten“ werden Liebesbriefe aus der Zeit des Biedermeier und Aussteuergegenstände gezeigt. Ein Film mit Interviews von Paaren verschiedenen Alters veranschaulichen, wie sie sich in der Zeit vor und nach dem Zweiten Weltkrieg gefunden haben.

- Ein Raum zeigt die künstlerischen Arbeiten des „Sonntagsmalers“ und Rentmeisters von Schloss Ramholz, Felix Muche (auch „Ramholz“ genannt). Seine Naive Kunst ist zusammen mit abstrakten Werken seines berühmten Sohnes, des Bauhauskünstlers Georg Muche, ausgestellt.

- Eine besondere Besucherattraktion stellt die große Modelleisenbahnanlage im Dachgeschoss dar. Sie zeigt mit bis zu 15 gleichzeitig laufenden Zügen den Betrieb auf einem Ausschnitt der Bahnstrecke Frankfurt–Göttingen zwischen dem Bahnhof Schlüchtern und dem Distelrasentunnel im Bauzustand von 1985. Sie ersetzte die früher hier gezeigte Anlage, die den Eisenbahnbetrieb der Spitzkehre von Elm zeigte, der vor der Inbetriebnahme des Distelrasentunnels erforderlich war. Elm ist ein Stadtteil von Schlüchtern.